# 小西浩文
小西浩文（こにし ひろふみ、1962年〈昭和37年〉3月15日 - ）は、日本の登山家。世界の8000m峰14座すべての無酸素登頂を目標として、現在まで6座に無酸素での登頂を果たしている。身長174cm、体重69kg。石川県金沢市生まれ。

## 経歴
- 父の転勤に伴い、兵庫県宝塚市に移転宝塚市立宝梅中学校転入、大阪市の北陽高等学校入学、山岳部に入部し、3年次には主将を務める。
- 北陽高校卒業後、山梨学院大学に入学するが、3ヶ月で退学。
- 1982年(昭和57年)、20歳で、中国・パミール高原にあるコルジェネフスカヤ峰(7,105m)とコミュニズム峰(7,495m)に連続登頂を果たす。続いて同年10月10日、シシャパンマ(8,027m)にも無酸素登頂、パートナーは駒宮博男。
- 1984年(昭和59年)、ナンガ・パルバット（8,125m）、ディアミール壁ルートに挑戦するも7,600mで敗退。
- 1985年(昭和60年)、マッキンリー(6,194m)登頂。
- 1986年(昭和61年)、ケニア山（ケニア）、キリマンジャロ（タンザニア）登頂。映画「植村直己物語」の撮影に参加する。
- 1987年(昭和62年)、レーニン峰（7,134m）登頂。
- 1989年(平成元年)、ハン・テングリ(7,010m)日本人初登頂。
- 1990年（平成2年）1月、群馬県ミヤマ山岳会・桐生山岳会の混成メンバー（佐藤光由、弥野光一ら）で剱岳八つ峰ルートに挑戦するが、異常降雪により遭難。ヘリにより救助される。
- 1991年(平成3年)7月30日、ブロード・ピーク(8,051m)に無酸素登頂、パートナーは山野井泰史、長尾妙子ら。
- 1993年(平成5年)7月31日、ガッシャーブルムII峰(8,035m)に無酸素登頂、パートナーは山野井泰史、長尾妙子、戸高雅史。
- 1995年(平成7年)5月9日、チョ・オユー(8,201m)に無酸素登頂。
  - 10月、カンチェンジュンガ（8,586m）の無酸素登頂に挑み8,400mまで到達するもメンバーの凍傷により登高を断念し敗退。メンバーは戸高雅史、棚橋靖、松原尚之。
  - 11月、ゴーキョ峰ツアー客大量遭難事故の救助活動に従事。
- 1996年(平成8年）10月、エベレスト（8,848m）の無酸素登頂に挑むが7500m地点で雪崩に遭い敗退。最大のザイルパートナーだったロブサン・ザンブーを失う。
- 1997年(平成9年)、ダウラギリI峰(8,167m)、ガッシャーブルムI峰(8,068m)に無酸素登頂。
- 1998年(平成10年)、アマ・ダブラム（6,812m）にガイドとして登頂。
- 1999年(平成11年)、 GTホーキンス（インターナショナルトレーディングコーポレーション）のイメージキャラクターを務める。
- 2001年(平成13年)、テレビ朝日『ネイチャリングスペシャル　西田敏行　米大陸最高峰アコンカグアに挑む』に出演。
- 2002年(平成14年)、マナスル（8,163m）に挑むが悪天候により7,700mで敗退。
- 2007年(平成19年)、映画『ミッドナイト・イーグル』で、山岳アドバイザーの任を務める。

## 著書
- 『生き残る技術 : 無酸素登頂トップクライマーの限界を超える極意』(講談社+α新書)（講談社,2009年） ISBN 978-4062726290